# Устюжаніна Тетяна Іллівна
Устюжаніна Тетяна Іллівна (нар. 6 травня 1965, Маріуполь) — українська академічна веслувальниця, призерка Олімпійських ігор і чемпіонатів світу, багаторазова переможниця і призерка етапів Кубка світу, республіканських і молодіжних регат. На змаганнях представляла спортивне товариство «Динамо», заслужений майстер спорту України.

## Біографія
Тетяна Устюжаніна народилася 6 травня 1965 року в місті Маріуполь Донецької області Української РСР. У дитинстві активно займалася волейболом і легкою атлетикою, в метанні диска отримала розряд кандидата в майстри спорту, однак у віці двадцяти одного року перейшла в академічне веслування. Проходила підготовку під керівництвом тренера Віктора Потабенка, була членом добровільного спортивного товариства «Динамо».
Першого серйозного успіху добилася в сезоні 1990 року, коли вперше здобула перемогу в заліку всесоюзної першості і, потрапивши до основного складу радянської національної збірної, побувала на чемпіонаті світу в Тасманії, звідки привезла срібну нагороду, виграну разом з партнеркою Інною Фроловою в гонці парних двійок. Рік по тому з'їздила на світову першість до Відня, де знову стала срібною призеркою, але на цей раз в парних четвірках. Ще через рік пройшла відбір в Об'єднану команду, створену зі спортсменів колишніх радянських республік для участі в Олімпійських іграх 1992 в Барселоні. З командою, куди також увійшли веслярки Антоніна Зеліковіч, Катерина Ходотовіч і Олена Хлопцева, завоювала в програмі парних четвірок бронзову медаль, пропустивши вперед тільки екіпажі з Німеччини та Румунії.
Після розпаду СРСР Устюжаніна виступала за збірну України і згодом змагалася на багатьох престижних міжнародних регатах. Так, в 1993 році вона брала участь в заїздах чемпіонату світу в чеському місті Рачіце, фінішувала одинадцятою в двійках і дев'ятою в четвірках. У наступному сезоні на світовій першості в американському Індіанаполісі виграла бронзу в складі четвірки парної, пропустивши вперед лише команди Німеччини та Китаю. На чемпіонаті світу 1995 у фінському Тампере разом з Оленою Реутовою була сьомою в парних двійках. На Олімпійських іграх 1996 в Атланті в двійках парних з Оленою Реутовою не змогла пробитися у головний фінал і показала загальний восьмий результат.
Протягом кількох наступних років боролася з раковою пухлиною, пройшла курс хіміотерапії і після періоду реабілітації 1998 року повернулася у великий спорт. Побувала на кількох етапах Кубка світу, зокрема, на етапі в Мюнхені виграла срібло в заїзді парних четвірок. Пробившись до основного складу української національної збірної, вирушила на Олімпіаду 2000 в Сідней, де в складі четвірки парної (Світлана Мазій, Інна Фролова, Олена Ронжина, Тетяна Устюжаніна) стала четвертою, трохи не дотягнувши до призових позицій. За видатні спортивні досягнення удостоєна почесного звання «Заслужений майстер спорту України».
Завершивши кар'єру професійної спортсменки, регулярно бере участь у ветеранських регатах, наприклад, в 2009 році на ветеранському чемпіонаті світу з академічного веслування в Австрії виграла в різних дисциплінах чотири золоті медалі.

## Сімейний стан
Нині проживає в Києві, працює дитячим тренером в ДЮСШ «Атлант».
Має двох дочок-близнюків — Анастасію і Катерину, теж академічних веслувальниць.